# 豊田真由子
豊田 真由子（、1974年10月10日 - ）は、日本の評論家、コメンテーター、政治家、厚生労働官僚。
東京大学法学部卒、ハーバード大学大学院修了、理学修士（ハーバード大学）。金融庁総務企画局課長補佐、在ジュネーブ国際機関日本政府代表部一等書記官、厚生労働省老健局課長補佐、衆議院議員（2期）、内閣府大臣政務官・文部科学大臣政務官・復興大臣政務官（第3次安倍第1次改造内閣）などを歴任した。2017年8月に秘書に対する暴言と暴行が報道されて自由民主党を離党し、2017年10月の第48回衆議院議員総選挙に無所属で出馬したが落選。

## 来歴

### 生い立ち
1974年に千葉県船橋市で3人姉妹の次女に生まれる。血液型A型。船橋市立法典東小学校、桜蔭中学校・高等学校を経て、1993年に東京大学文科一類に入学、東京大学法学部第2類公法コースに進み、佐々木毅のゼミナールで政治学を学んだ。

### 官僚として
1997年に東京大学法学部を卒業後、厚生省へ入省し、2000年から国費留学生としてハーバード大学大学院で公衆衛生を学び2002年に修士（理学）を修めた。
厚生労働省社会・援護局、健康局、2003年 金融庁総務企画局保険企画室課長補佐、2007年 在ジュネーブ国際機関日本政府代表部一等書記官。スイスで長男、フランスで長女をそれぞれ出産した。
2011年 厚生労働省老健局高齢者支援課課長補佐、東日本大震災発生を受け、避難先や仮設住宅等の高齢者福祉政策等を立案。復興が一向に進まない現状から、民主党政権の国家運営の実情に対し強い疑問を抱き、政治家へ転身を決意する。

### 政治家として

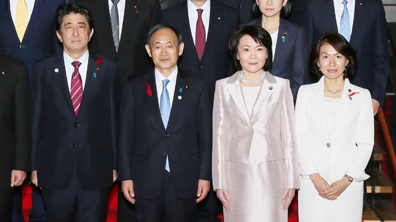
2015年10月9日、大臣政務官辞令交付後の記念撮影にて安倍晋三（左端）、菅義偉（左から2人目）、山田美樹（右から2人目）と

厚生労働省を退官後、自民党埼玉県連の公募に合格。2012年12月の第46回衆議院議員総選挙に埼玉県第4区から自由民主党公認で出馬し、初当選した。この時、豊田は足首を骨折していた。
自由民主党においては、厚生労働副部会長、厚生関係団体委員会・労働関係団体委員会・外国人労働者等特別委員会等にて副委員長、首都圏整備特別委員会の事務局次長、国家戦略本部の主査を務めた。派閥としては清和政策研究会に所属した。
2014年に、第47回衆議院議員総選挙で他候補を大きく引き離して再選。2015年10月9日に、第3次安倍第1次改造内閣の内閣府大臣政務官（東京オリンピック・パラリンピック担当）、文部科学大臣政務官（科学技術・イノベーション、スポーツ振興担当）、復興大臣政務官に就任。
2017年6月22日、週刊新潮で秘書への暴言や暴行について報じられ、同日に自民党へ離党届を提出し、8月10日に離党が了承された（詳細は不祥事節の「秘書へのパワーハラスメント」を参照）。国会議員になってからの4年半で自身の秘書が100人辞めたと報道されたが、それに対して「辞めたのは15人程度」と反論した。
2017年9月18日、約3カ月の入院を経て、謝罪会見を開いた。その後、衆議院が解散され、10月6日に「志を断ち切りがたく、もしチャンスをいただけるなら、地域、国のために働きたい」と衆院選への出馬を正式に表明した。2017年10月の第48回衆議院議員総選挙に無所属で出馬したが、自民党が擁立した穂坂泰に敗れ落選。供託金没収は免れたものの、得票数は第47回総選挙の4分の1となる21,614票に減少し、立候補者5名のうち最下位であった。

#### 主張
- 皇室の伝統を尊重
- 憲法改正論議を推進
- 教育基本法の改正を含む教育改革に取り組む
- 安全保障体制の確立・領土問題の解決に取り組む
- 外国人参政権に反対

### 落選後
落選後は政界から離れ、2018年1月より介護や保育を手掛ける社会福祉法人で勤務。2019年10月にはNHKから国民を守る党から参議院埼玉県選挙区補欠選挙への出馬を打診されたが、固辞した。
2020年3月9日、テレビ番組「バイキング」にゲストコメンテーターとして登場し、厚生労働官僚時代の2009年に新型インフルエンザの担当外交官を務めた経験から、新型コロナウイルス問題の解説をした。関西地域の大学で講義も行っている。その後もテレビやYouTubeなどに出演しているが、本人は当初騒動のイメージが残る中でテレビ番組に出演することに、「正直、怖くてためらった」と語っている。

## 人物
- 国土交通省のキャリア官僚である夫との間に一男一女をもうけている[26]。
- 座右の銘は「艱難汝を玉にす」、趣味は絵画鑑賞、ジョギング、料理[8]。
- 厚労官僚の頃、TOEIC960点のスコアを取得[9][注 1]。
- ハーバード公衆衛生大学院時代に豊田を教えたマイケル・ライシュは、同大学院の修了生の多くが医療や途上国のフィールドでの活動を選ぶ中で、豊田は政治家となった数少ない事例であると述べている[6]。
- 第18回ビートたけしのエンターテインメント賞話題賞を受賞した。
- 三度の飯より勉強好きと言う。政界復帰も否定し「希望は必ずある。大変な時期でも生きていくしかない」「仕事も人生も、とにかく地道に」と今後の予定を述べた[27]。
- 田中絵里緒は中学から大学まで同級で親友である[28]。

### 発言
- 厚労官僚時、東日本大震災の被災地で避難先や仮設住宅等での高齢者福祉政策等を担当した経験から、衆議院議員となった後も被災者の声を聴き、「決して忘れない」ことを伝えるために被災地へ通い続けることが大切だと述べている[6]。
- 2014年の衆議院議員再選で、政策を立案する官僚と、現場の思いをくみ取る国会議員という異なる立場を経験したことを生かしたいと述べている[29]。

## 不祥事

### 政治資金問題
医療法人「徳洲会」のグループ企業である株式会社ダイエタリーケアから、豊田の後援会へ2012年に開催されたパーティー代150万円の寄付があったと2013年に報じられたが、2013年12月2日に全額返還している。

### 園遊会でのトラブル
2014年4月17日、春の園遊会に外交官を務める夫と共に招待されたが、夫ではなく招待者でもない豊田の母親を同伴して入場を試みるも、宮内庁職員から非招待者の入場を拒否されると大声で抗議し、制止する宮内庁職員を無視して母親を同伴して入場した。その後、宮内庁は衆議院へルールの周知徹底を要請した。

### 秘書へのパワーハラスメント
2017年6月22日発売の『週刊新潮』は、かつて週刊誌記者で豊田の政策秘書であった男性が「このハゲー！」などの暴言や暴行を豊田から受けたと報じ、元秘書が録音した音声をYouTubeの「デイリー新潮」で公表した。
6月29日発売の『週刊新潮』は、元秘書に向けた豊田の暴言のほかに、元秘書の娘が轢き逃げされたり強姦通り魔に惨殺されるたとえ話など、が録音されていたと報じた。
6月22日発売の『週刊新潮』は、元秘書が豊田の支援者へ贈るバースデーカードの宛名を間違えて豊田が激怒したことが事件の契機と報じた。6月29日発売の『週刊新潮』は、「あるんでちゅかぁ！」「どうしてそんなことになるのかな〜」など「幼児語」で秘書を罵倒したと報じたと報じた。音声データが公開されて豊田の発言はその年の流行語となった。豊田は、本人の手書きのはがきに故意に誤った住所シールを貼付され、「誰も居ないところで後ろから刺す」と語る文字記録もあり埼玉県警が確認済みと選挙ドットコムちゃんねるで述べた。
6月22日に自民党幹事長代行の下村博文は、豊田が精神的に不安定となり入院したと発表した。
6月22日に豊田の事務所は暴言・暴行の事実を認めた。豊田は元秘書に対する暴言・暴行の責任を取り、事務所を通じて自民党へ離党届を提出した。
7月3日に毎日新聞は、豊田の事件が2017年東京都議会議員選挙（2017年7月2日）で自民党大敗の一因となったと論評した。
7月6日に元秘書は、豊田から暴力を振るわれた旨の被害届を埼玉県警察へ提出した。元秘書は、豊田から被害を受けた際の音声データと診断書を埼玉県警に提出した。
7月7日に自由民主党埼玉県連合会は、党本部が離党届を受理した時点で地元出身者等を公募で募集して公認候補とする意向を発表し、第48回衆議院議員総選挙で穂坂泰を公認した。
豊田は9月17日放送の『Mr.サンデー』（フジテレビ系列）に出演し、謝罪して当時の心境を述べた。
10月27日に埼玉県警は、傷害罪と暴行罪の容疑で豊田を書類送検した。「顔や頭を殴った」など報道されたが、豊田は否定して「手は上げたが、頭を殴ったのではなく肩をたたいた」と説明していた。
12月27日にさいたま地方検察庁は、豊田を不起訴とした。豊田は傷害と暴行が疑われるが、元秘書は豊田と示談せずに刑事処罰を求めない旨の上申書をさいたま地検へ提出した。
12月27日に豊田は、事務所を通じて謝罪と反省の直筆を公表した。

## 著書

### 共著
- 『保険業法Q&A―少額短期保険業のポイント』、保険毎日新聞社、2006年11月、ISBN 4892930156。

### 寄稿
- 自民党国家戦略本部（編）『日本未来図2030』、日経BP社、2014年12月、ISBN 4822225194。

## 出演番組

### テレビ
- バイキング（フジテレビ）
- ビートたけしのTVタックル（テレビ朝日）
- そこまで言って委員会NP（読売テレビ）- 2020年10月25日以降、月1回程度で不定期出演
- よんチャンTV（毎日放送） - 2021年12月7日放送分から、パネラーとして金曜日に不定期で出演。2022年度には毎週月曜日に第1部（前半）のみ、2023年度からは毎週水曜日の全編でパネラーを務めている。
- 旬感LIVE とれたてっ!（関西テレビ）

### インターネットテレビ
- 朝まで生テレビ 2017年3月21日
- ABEMA Prime（AbemaTV）- 2020年6月26日[57]

### ラジオ
- 垣花正 あなたとハッピー!（ニッポン放送）- 2020年6月2日、7月14日、9月29日、12月22日、2021年1月19日、2月9日、3月23日、5月6日、2025年4月23日